# Gusttavo Lima e você
Albums de Gusttavo Lima
Inventor dos amores
(2010) Ao Vivo em São Paulo
(2012)
Gusttavo Lima e você est le second album live du chanteur brésilien Gusttavo Lima sorti le 3 juin 2011. Cet album succède à l'album live Inventor dos amores (2010). Les chansons ont été enregistrées le 3 juin 2011 au festival Festa Nacional do Milho devant 60 000 personnes dans la ville brésilienne Patos de Minas dans l'État fédéré de Minas Gerais. Le live est également disponible sous format DVD.
Le show de Gusttavo Lima a duré 3 heures et il a interprété 29 chansons, 23 ont été inclus dans l'album. Outre sa chanson connue Balada, il a interprété 11 nouvelles chansons inédites, qui n'étaient encore jamais diffusées.

## Liste des pistes
| 1.    | Cor de ouro                          | 3:26 |
| 2.    | Balada Boa (Tchê Tcherere Tchê Tchê) | 3:21 |
| 3.    | Demais da conta                      | 2:32 |
| 4.    | Eu vou tentando te agarrar           | 3:25 |
| 5.    | Arrasta                              | 2:43 |
| 6.    | Fora do comum                        | 2:49 |
| 7.    | Refém                                | 4:09 |
| 8.    | Tornado                              | 1:58 |
| 9.    | Calafrio                             | 1:57 |
| 10.   | Inventor dos amores                  | 3:17 |
| 11.   | 60 Segundos                          | 3:11 |
| 12.   | Quem tem sorte é sortero             | 2:54 |
| 13.   | Chora, Chora                         | 2:47 |
| 14.   | Se não quer me amar                  | 3:09 |
| 15.   | O amor não foi feito pra dividir     | 2:50 |
| 16.   | As vezes sim, as vezes não           |      |
| 17.   | Rosas, versos e vinho                | 3:46 |
| 18.   | Eu te achei                          | 3:13 |
| 19.   | Eu Vou                               | 3:11 |
| 20.   | Coração / Revelação                  | 3:23 |
| 21.   | Caso consumado                       | 2:37 |
| 22.   | Furacão                              | 2:27 |
| 23.   | Viva intensamente                    | 3:20 |
| 34:15 |                                      |      |

## Classement par pays
| Classement (2011-2012)    | Meilleure position |
| ------------------------- | ------------------ |
| Brésil Classement album   | 7                  |
| Pays-Bas Classement album | 53                 |
| Portugal Classement DVD   | 6                  |
| Portugal Classement album | 19                 |

## Certifications
| Pays    | Organisme | Certification | Vente  |
| ------- | --------- | ------------- | ------ |
| Pologne | ZPAV      | Or            | 10 000 |